# Rainer Rund
Rainer Rund (* 1. August 1941 in Ludwigshafen am Rhein) ist ein deutscher Politiker (SPD).

## Leben und Beruf
Rund studierte Geschichte und Politikwissenschaft in Heidelberg und Lausanne. Nach seinem Staatsexamen war er von 1971 bis 1981 Lehrer am Geschwister-Scholl-Gymnasium in Ludwigshafen am Rhein. Von 1991 bis zur Verwaltungsreform Ende 1999 war er der letzte Regierungspräsident des Regierungsbezirks Rheinhessen-Pfalz.
Rund engagierte sich in einer Vielzahl von Vereinen ehrenamtlich, so im Historischen Verein der Pfalz, als Kreisverbandsvorsitzender des Roten Kreuzes und des Grünen Kreises Ludwigshafen. Von 1992 bis 2005 war er Vorsitzender des Pfälzerwald-Vereins.

## Politik
Von 1971 bis 1981 war Rund Abgeordneter im rheinland-pfälzischen Landtag. Von 1972 bis 1991 führte er den SPD-Bezirk Ludwigshafen-Frankenthal und ab 1979 auch den Stadtverband Ludwigshafen. 1981 wurde er zum Kulturdezernenten der Stadt Ludwigshafen am Rhein gewählt und 1985 zum Bürgermeister und damit Stellvertreter des Oberbürgermeisters Werner Ludwig. Er galt lange als Ludwigs Nachfolger, jedoch mit der Berufung zum Regierungspräsidenten 1991 verzichtete er auf alle Parteiämter.